# 芝麻滩遗址
芝麻滩遗址，位于山西省临汾市大宁县徐家垛乡李家垛村季大坡村西南1公里，是中华人民共和国山西省文物保护单位之一。
1996年1月12日，授予山西省文物保护单位，是一座古遗址。